# Nudlar och 08:or
Nudlar och 08:or är en svensk TV-serie från 1996–1997. Den sändes samtidigt i SVT1 och SVT2, som visade serien ur olika kameravinklar.
Bland skådespelarna återfinns Magnus Francke, Åsa Helena Byklum, Peter Gardiner, Helena af Sandeberg, Alexandra Rapaport och Gerhard Hoberstorfer.